# یرای پاتنیو
یرای پاتنیو (انگلیسی: Yeray Patiño؛ زادهٔ ۱۹ مهٔ ۱۹۹۱) بازیکن فوتبال اهل اسپانیا است.
از باشگاه‌هایی که در آن بازی کرده‌است می‌توان به باشگاه فوتبال الچه و باشگاه فوتبال لینکولن رد ایمپس اشاره کرد.